# Ragov log
Ragov log je del Novega mesta; je pretežno gozdna površina na desnem bregu Krke, delno preurejena v prirodni park s športno-rekreacijsko vlogo. Od leta 1955 je Ragov log povezan z levim bregom Krke z lesenim mostom. Ragov log meji na naselji Ragovo in Ragovsko ulico.